# Puigpelat
Puigpelat település Spanyolországban, Tarragona tartományban. Puigpelat Alió, Bràfim, Vilabella, Nulles, Vallmoll és Valls községekkel határos. Lakosainak száma 1205 fő (2024).

## Népesség
A település népessége az elmúlt években az alábbi módon változott:
| Lakosok száma | 67   | 673  | 568  | 491  | 442  | 734  | 977  | 1083 | 1149 | 1205 |
|               | 1717 | 1887 | 1936 | 1960 | 1986 | 2004 | 2009 | 2014 | 2019 | 2024 |